# غيل كان
غيل كان (من مواليد أبيجيل كين؛ 10 يوليو 1885 - 17 فبراير 1966)، ممثلة مسرحية أمريكية، اشتهرت بأدوارها في السينما الصامتة.

## وصلات خارجية
- غيل كان على موقع IMDb (الإنجليزية)
- غيل كان على موقع أول موفي (الإنجليزية)
- غيل كان على موقع قاعدة بيانات برودواي على الإنترنت (الإنجليزية)
- غيل كان على موقع قاعدة بيانات الفيلم (الإنجليزية)
- غيل كان على موقع كينوبويسك (الروسية)